# 김단비 (1990년)
김단비(1990년 2월 27일~)는 대한민국의 농구 선수로 포지션은 스몰 포워드이다. 현재 한국여자프로농구의 아산 우리은행 우리WON 소속으로 뛰고 있다. 2007년에 열린 2008 WKBL 신입선수 선발회에서 1라운드 2순위로 구리 금호생명 레드윙스에 지명되었으나, 신한은행 강지숙 선수와 금호생명 신입선수 지명권 트레이드로 안산 신한은행 에스버드에서 뛰게되었다.

## 학력
- 인천산곡북초등학교
- 부일여자중학교
- 명신여자고등학교

## 수상

### 국가대표팀
- 2010년 아시안 게임 농구 여자 –  은메달
- 2014년 아시안 게임 농구 여자 –  금메달

### 개인상
- WKBL 정규리그 MVP: 2023
- 7× WKBL 베스트 5: 2011-2012, 2015, 2017, 2021-2023
- WKBL 득점상: 2017
- WKBL 리바운드상: 2015, 2017
- WKBL 스틸상: 2017, 2018
- WKBL 블록상: 2015, 2017
- WKBL 윤덕주상: 2017
- WKBL 미디어스타상: 2012
- 2011 여자프로농구 4라운드 MVP
- 2010 퓨처스리그 베스트5
- 2009 퓨처스리그 최우수선수상, 베스트5, 득점왕, 스틸상, 블록슛상
- 2008 퓨처스리그 블록슛상